# アラスカ州南東部

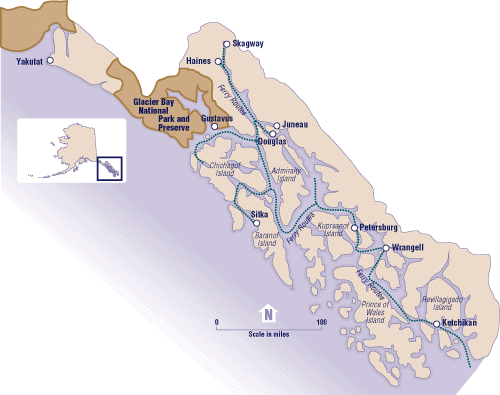
アラスカ州東南部。青い線はアラスカ・マリン・ハイウェイのフェリー航路

アラスカ州南東部（アラスカしゅうなんとうぶ、Southeast Alaska）は、アメリカ合衆国・アラスカ州の南東部である。アラスカパンハンドル(Alaska Panhandle)とも呼ばれる。カナダ・ブリティッシュコロンビア州の北部と太平洋に挟まれている。アラスカ州南東部の大半は、アメリカ合衆国最大の国立森林公園であるトンガス国立森林公園である。カナダとの国境のほとんどは、コースト山脈に属するバウンダリー山地に沿っている（アラスカ国境問題を参照）。この地域は、その風景と穏やかな雨がちの気候で知られる。

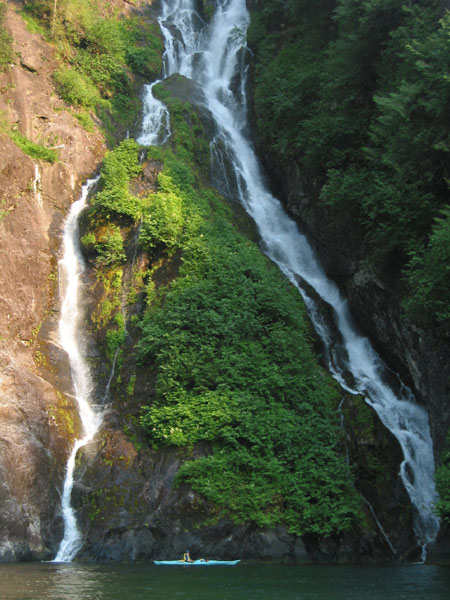
ミスティフィヨルドの滝とカヤック

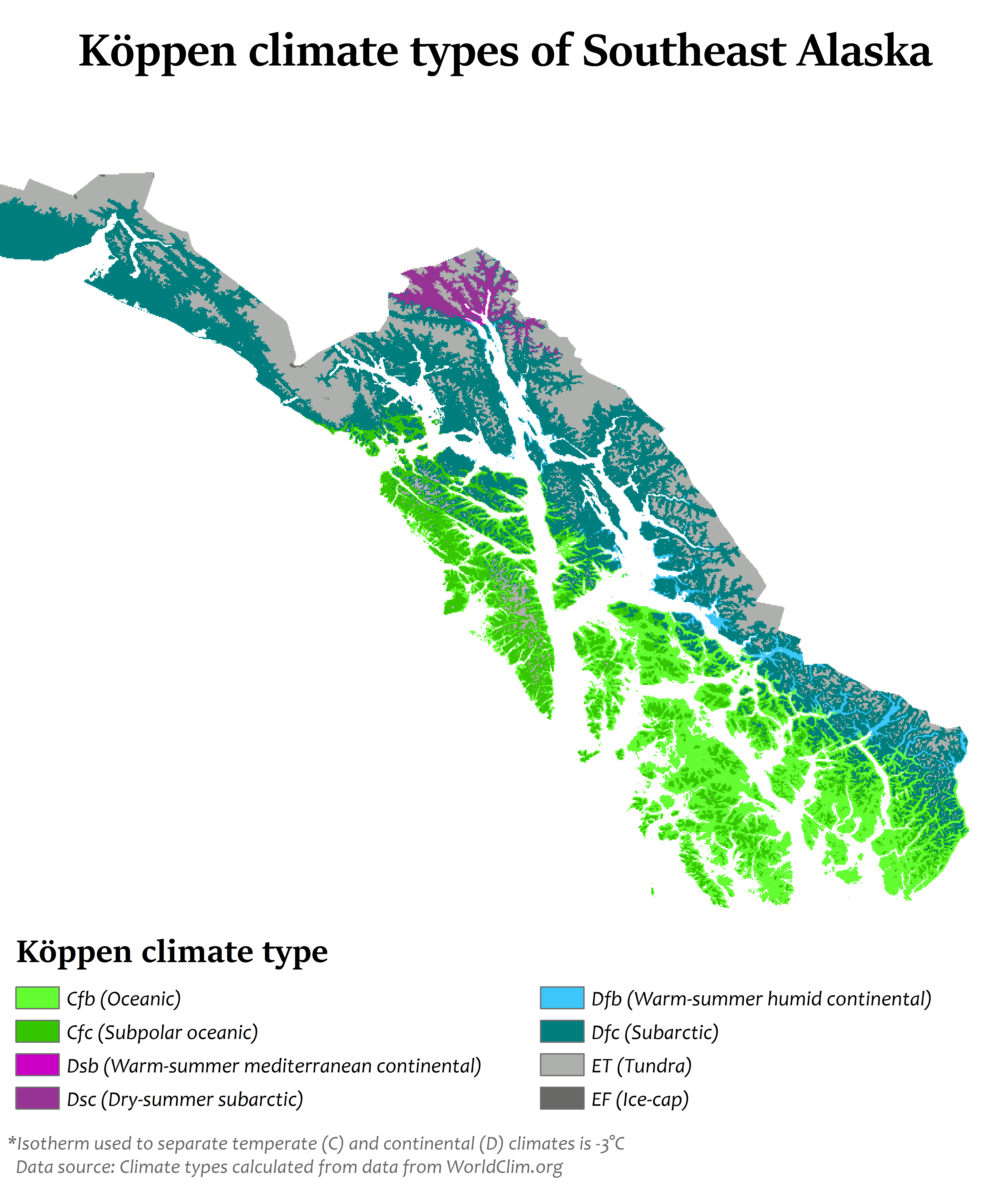
アラスカ南東部のケッペンの気候区分

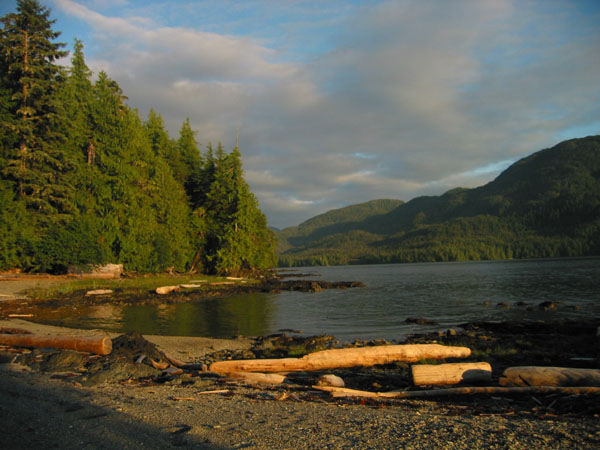
ケチカン付近のトンガス国立森林公園

## 地理
アラスカ州南東部は、インサイド・パッセージの北端にある。インサイド・パッセージは、ワシントン州のピュージェット湾から始まる、島とフィヨルドの間の蛇行した水路である。この水路は、先住民であるトリンギットやハイダ族にとって重要な交通路であり、ゴールラッシュ時代には蒸気船が行き交った。現代でも、アラスカ・マリン・ハイウェイのフェリーやクルーズ船が通る重要なルートである。
アラスカ州南東部の面積は35,138平方マイル (91,010 km2)で、7つの非自治郡と2つの国勢統計区、およびヤクタト郡の一部（西経141度線より東）がある。
アラスカ州の面積のわずか6.14%であるが、メイン州よりも大きく、インディアナ州とほぼ同じ大きさである。アラスカ州南東部の海岸は、カナダの西海岸とほぼ同じ長さである。2010年の人口は71,616人で、うち約45%がジュノーに集中している。
- ヘインズ郡
- フーナー＝アングーン国勢調査地域（英語版）
- ジュノー郡
- ケチカンゲートウェイ郡
- ピーターズバーグ国勢調査地域
- プリンス・オブ・ウェールズ＝ハイダー国勢調査地域（英語版）
- シトカ郡
- スカグウェイ郡
- ランゲル郡
- ヤクタト郡（西経141度線より東。12,506.53 km2。郡全体の63.12%）

アラスカ南東部の地域内には、トンガス国立森林公園（アドミラルティ島ナショナル・モニュメントとミスティフィヨルド・ナショナル・モニュメントを管理する）、グレイシャーベイ国立公園、シトカ国立歴史公園、インサイド・パッセージ、無数の大小の島々を含む。アラスカ南東部の大きな島は、北から南に、チチャゴフ島、アドミラルティ島、バラノフ島、クプリアノフ島、レビラギギード島、プリンスオブウェールズ島 (アラスカ州)である。アラスカ南東部の主要な水域は、グレイシャー湾、リン海峡、アイシー海峡、チャタム海峡、スティーブンス海峡、フレデリック海峡、サムナー海峡、クラレンス海峡などである。
1902年8月20日、セオドア・ルーズベルト大統領は、アレクサンダー諸島森林保護区を設置した。この森林保護区は、アラスカ南東部のほとんどの地域を占めるトンガス国立森林公園の中心地を形成した。

## 国立公園とナショナル・モニュメント
- グレイシャーベイ国立公園
- クロンダイク・ゴールドラッシュ国立歴史公園（英語版）
- シトカ国立歴史公園（英語版）
- ランゲル・セントイライアス国立公園（一部）
- アドミラルティ島ナショナル・モニュメント（英語版）
- ミスティフィヨルド・ナショナル・モニュメント（英語版）

## 自然環境
アラスカ州東南部は、世界自然保護基金(WWF)のエコリージョン制度で太平洋温暖雨林地帯に分類される、カリフォルニア州北部からプリンス・ウィリアム湾まで広がる温帯雨林である。最も一般的な樹種は、シトカトウヒとアメリカツガである。
野生動物として、ヒグマ、アメリカグマ、固有種のアレクサンダー諸島オオカミ、オグロジカ、ザトウクジラ、シャチ、5種のサケ、ハクトウワシ、シノリガモ、クロガモ、マダラウミスズメが棲息している。
2016年にオーデュボン・アラスカから出版されたアラスカ州東南部の生態学的地図は、さまざまな情報源からデータを合成し、地域の風景、鳥類、野生生物、人類の使用、気候変動などの概要を提供する。

## 都市と街
大きな都市はジュノー市、ケチカン市、シトカ市である。その他の街として、Petersburg、ランゲル、Metlakatla、Haines、Hoonah、Angoon、Kake、Craig、Klawock、Thorne Bay、ヤクタト、スカグウェイ、Gustavusがある。人口100人程度の町や村として、Baranof Warm Springs、Edna Bay、Elfin Cove、Excursion Inlet、Funter Bay、Meyers Chuck、ペリカン、Port Alexander、Port Frederick、Port Protection、Tenakee Springsがある。他に、アラスカ州最東端の町・ハイダーがある。

## 文化

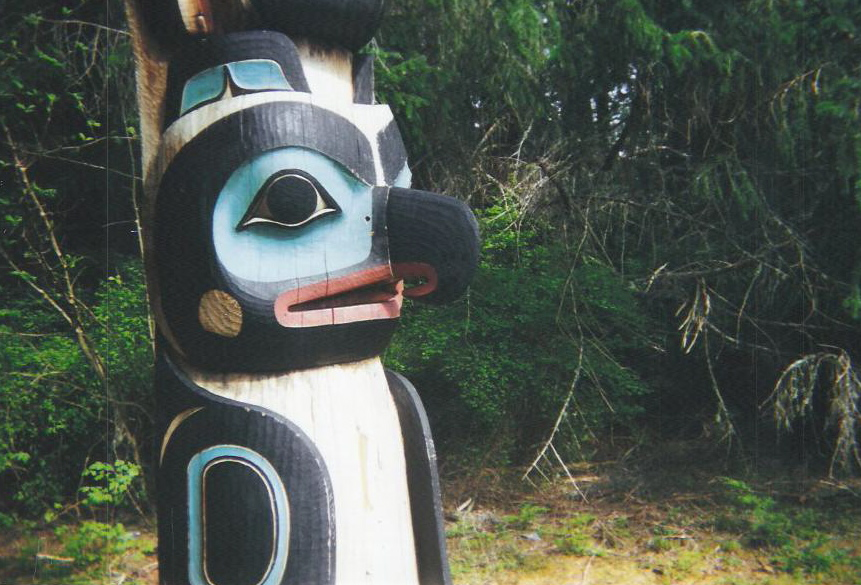
シトカ国立歴史公園のトーテムポール

この地域はトリンギットの伝統的な故郷であり、ハイダ族の歴史的な集落とチムシアン族の近代的な集落の本拠地である。この地域は、シアトルやアメリカの太平洋岸北西部と経済的、文化的に密接に結びついている。

## 産業
アラスカ州南東部の主要な産業は、商業漁業と観光（主にクルーズ船）である。

### 林業
アラスカ南東部の沿岸部には、標高900m付近までヘムロック、スプルース、シダーが広がるトンガス国有林を中心とした大森林地帯がある。林業の視点から見れば、過去のトンガス国有林の森林資源の蓄積は約3億立米、さらに内陸部にもスプルースとカンバ類を中心とした約10億立米とする無尽蔵ともいえる未開発の資源が眠る状況にあった。
1959年には、日本のアラスカパルプがシトカに工場を建設して進出、アメリカ林野庁との間で50年間の原木供給契約を締結して森林開発が始まり、1968年には、ランゲルにあった製材会社をアラスカパルプが買収。日本に向けてパルプ材や製材の輸出が行われた。しかしながら徐々に森林資源が減少したこと、環境保護の意識の高まりから国有林内の伐採規制が強化され、アラスカパルプのビジネスは1992年までに頓挫。地元系企業も大きなダメージを受けることとなった。
2010年代においてもアラスカ州南東部の林業は、他の地域との競争や主要なパルプ工場の閉鎖などにより着実に減少している。アラスカ森林協会は2011年にこの状況を「絶望的」と評した。メンバーには、Alcan Forest Products（カナダのトランスパック・グループの傘下。北米上位5位以内の輸出業者の1つ）とメイン州で設立されたViking Lumberが含まれる。連邦政府が所有するトンガスでの伐採を拡大するかどうかについての議論もよく行われている。

### 鉱業
北部地域では鉱業が依然として重要である。ジュノー鉱業地区とアドミラルティ鉱業地区では、2015年現在でも鉱山が稼動している。1880年に金鉱が発見され、この地域の初期の歴史において重要な役割を果たした（クロンダイク・ゴールドラッシュ）。
2010年代、ウヌク川やスティキーン川などの重要河川の上流にあるブリティッシュコロンビア州で鉱山の探検と開発が進み、越境鉱業の問題として知られるようになった。2014年、マウント・ポーリー鉱山事故でこの問題が焦点となり、2015年にカナダとアラスカ州の間で合意が成立した。
提案されたKerr Sulphurets Mitchellでの資源探査は、ウヌク川の上流で行われている。スティキーン川上流の鉱山には、マウント・ポーリー鉱山と同じ会社（Imperial Metals）が所有するRed Chrisが含まれている。

## 歴史
カナダのブリティッシュコロンビア州とアラスカ州との国境は、「アラスカ国境問題」で知られている。これは、アメリカ合衆国とカナダ（当時はイギリス自治領）がアラスカ南東部で異なる境界線を主張したことによる問題である。イギリスがアメリカの主張を支持したため、激しい反英感情がカナダで起こることとなった。
歴史学者パトリシア・ロッペルは、この地域についての13冊の本と100以上の記事を執筆した。

## 交通
非常に険しい山岳的な地形のため、ほぼすべての自治体（ハイダー、スカグウェイ、ヘインズを除く）には、地域外の道路接続がなく、航空機と船が主要な輸送手段でとなっている。アラスカ・マリン・ハイウェイがこの地域を通過する。

### 航空交通
アラスカ航空は、この地域の最大の航空会社である。ジュノーのジュノー国際空港をハブとして地域全域へ、ケチカンのケチカン国際空港を第二のハブとして地域の南部への路線網を展開している。草航空やエアタクシーが、地域内の小さく孤立したコミュニティーや村を結んでいる。多くのコミュニティでは、滑走路を急な島の斜面に建設するのが難しいため、水上機によってのみアクセス可能である。

### 海上交通
アラスカ州東南部では、州営のアラスカ・マリン・ハイウェイが運航しており、主にスカグウェイ、ヘインズ、Hoonah、ジュノー、シトカ、Petersburg、ランゲル、ケチカン、および州外のプリンスルパート、ベリンハムと結んでいる。また、プリンスオブウェールズ島に本拠地を置くインター・アイランド・フェリー・オーソリティが、島への唯一の定期的な旅客および自動車フェリーサービスを提供する。